# Amr Waked
Amr Waked, arab. عمرو واكد (ur. 12 kwietnia 1973 w Kairze) – egipski aktor filmowy, teatralny i telewizyjny. W swojej dotychczasowej karierze zagrał w ponad 50 filmach i serialach telewizyjnych.
Najbardziej znany z ról w takich międzynarodowych produkcjach, jak np. Syriana (2005), Połów szczęścia w Jemenie (2011), Epidemia strachu (2011), Lucy (2014) czy Wonder Woman 1984 (2020).
Będąc zagorzałym krytykiem reżimu prezydenta Sisiego, w 2019 został skazany zaocznie na 8 lat więzienia przez egipski sąd wojskowy za rozpowszechnianie fałszywych informacji i lżenie instytucji państwowych. Z tego też względu aktor nie zamierza wracać do Egiptu. Waked mieszkał początkowo we Francji, a od 2017 - w Hiszpanii.
Zasiadał w jury sekcji „Horyzonty” na 70. MFF w Wenecji (2013).